# Остеологія

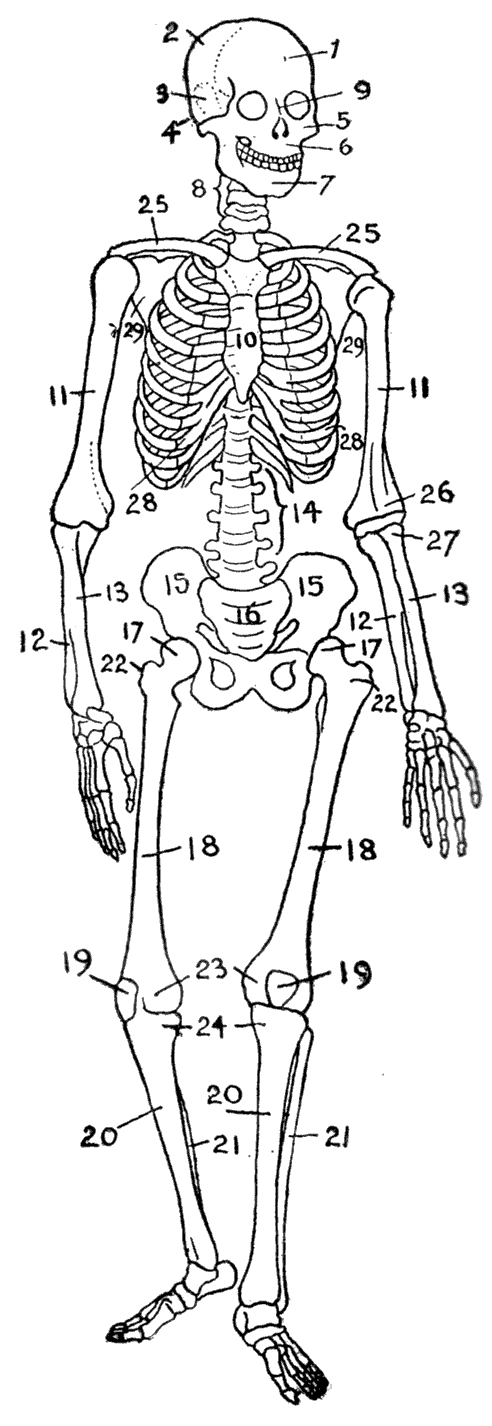
Скелет людини (ендоскелет)

Остеоло́гія (дав.-гр. ὀστεολογία, від ὀστέον — «кістка» та λόγος — «слово, міркування») — наука, яка вивчає будову та функції кісток, а також пов'язаних з ними структур, підрозділ анатомії. Розрізняють загальну остеологію яка вивчає розвиток та будову кістяку в цілому, часткову — яка вивчає окремі кістки, порівняльну, вікову.
Остеологія (морфологія скелета) — спеціальний розділ фізичної антропології який вивчає варіацію та еволюцію ознак кістяка людини. Основні методи — остеометрія (вимірювання кісток скелета) та остеоскопія (візуальний опис ознак).
Остеологія є першим розділом з якого традиційно починається вивчення анатомії людини.
Остеон — структурна одиниця кістки. Складається з 5-20 циліндричних пластинок, що вставлені одна в одну в центрі Гаверсова каналу.

## Методи
Типічний аналіз представляє собою:
- інвентаризацію наявних елементів скелету
- інвентаризацію зубів
- дані про старіння, засновані на зрощенні епіфізів і прорізуванні зубів (для підлітків) і погіршенні стану лобкового симфізу або стернального кінця ребер (для дорослих)
- вимірення статури та інших метричних даних
- походження скелету
- особливості не пов'язанні із вимірюванням скелету

- аналіз патологій та/або культурних модифікацій

## Застосування

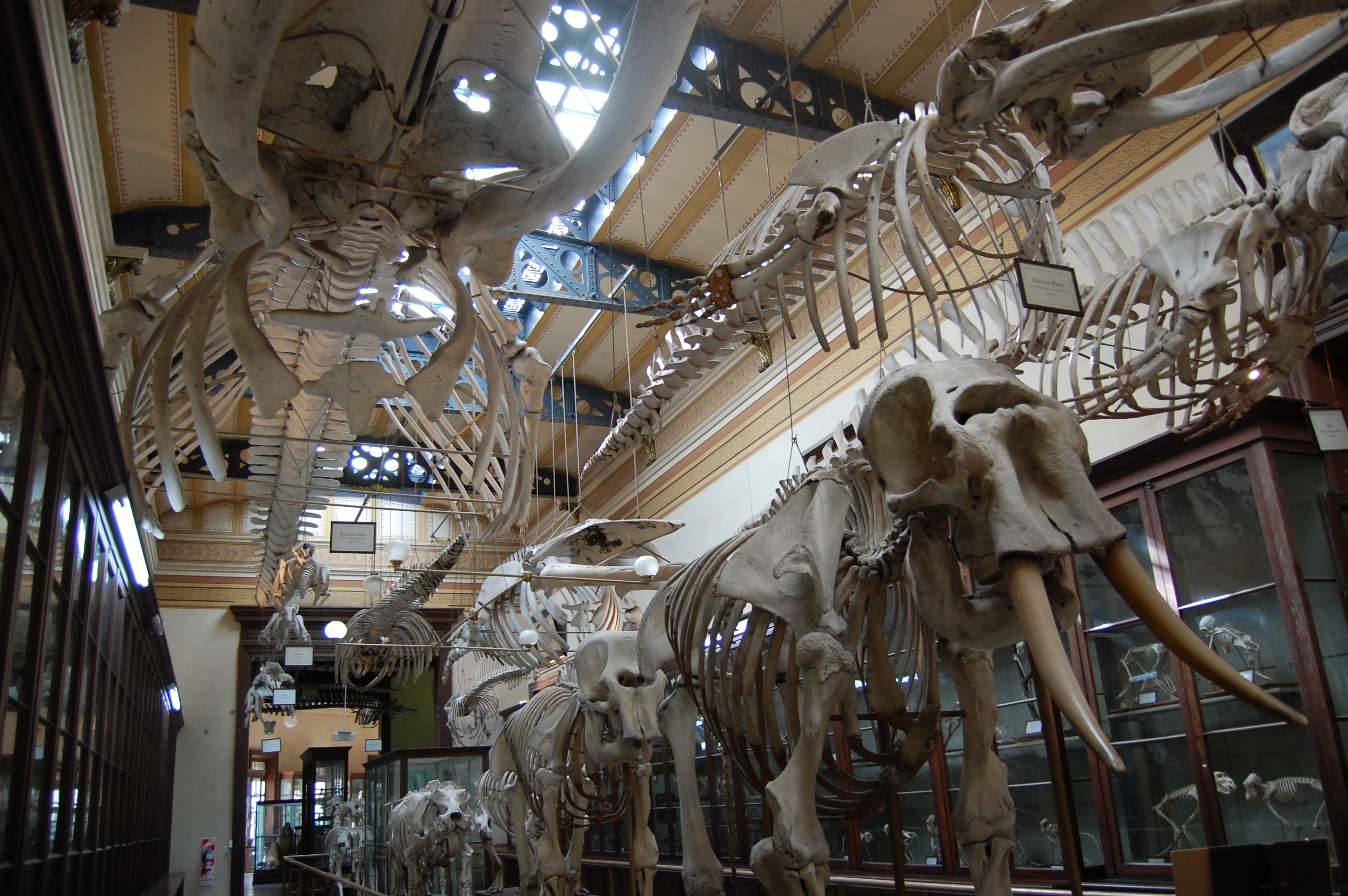
Порівняльний Остеологічний Екзибит в Музеї Ла-Плати, Аргентина.

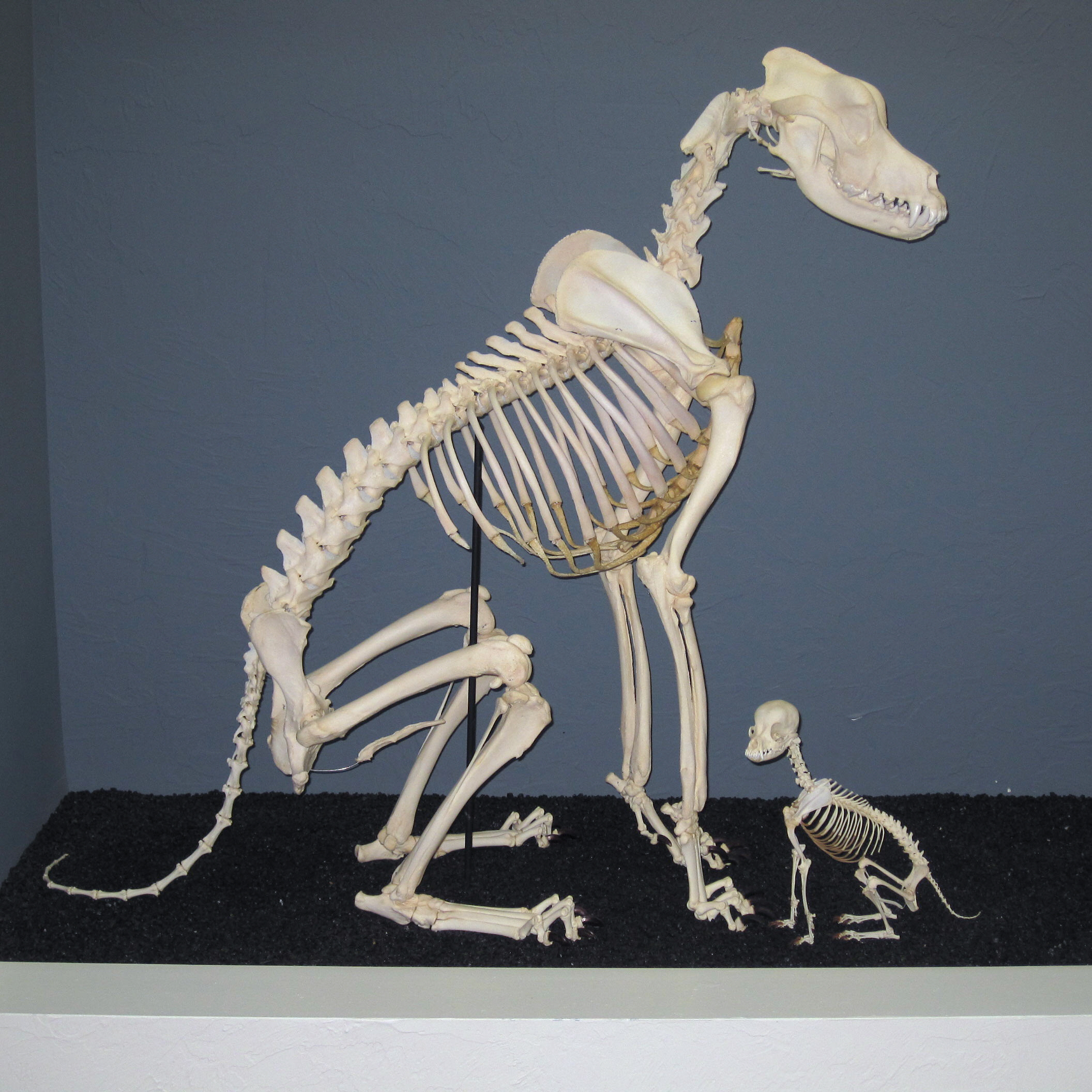
Порівняння скелету німецького дога та чихуахуа в Музеї Остеології в Оклахома-Сіті, штату Оклахома, США.

Остеологічний підхід використовується часто використовується у таких дисциплінах, як палеонтології хребетних, зоології, криміналістичній експертизі, фізичній антропології та археології. Доказано, що остеологічні ознаки мають більшу узгодженість з молекулярними філогеніями, ніж неостеологічні (тобто м'які тканини) ознаки, що означає, що вони можуть бути більш надійними в реконструюванні історії еволюції. Остеологія має своє місце в дослідженні:
- Античних війн
- Алгоритмів діяльності
- Криміналістичній експертизі
- Демографії
- Біології розвитку
- Дієт
- Хвороб
- Генетики ранніх людей
- Реконструювання скелетів
- Здоров'я
- Міграцій населення
- Ідентифікації невідомих останків
- Соціальної нерівності
- Воєнних злочинів

### Людська остеологія та судова антропологія
Обстеження людської остеології часто задіяна в судовій антропології, яку використовують для визначення віку, причини смерті, статі, росту та розвитку людських останків. Також їх можна використовувати для визначення біокультурного контексту.
Існує чотири фактори, з яких виходять варіації в анатомії скелету: онтогенез, статевий диморфізм, географічна варіативність та індивідуальна, або ідіосинкратична, варіативність.

Остеологія, також, може визначити походження особи, її расу чи етнічність. Історично, люди, зазвичай, були згруповані в три, на зараз, застарілі расові групи: європеоїдну, монголоїдну та негроїдну. Однак, ця система класифікації, з часом, стає все більш ненадійною, через збільшення відсотку міжрасових шлюбів та ознак людей різних рас, які стають все менш чіткими. Визначення походження особи є контроверсійним, але може надати зрозумілу позначку для визначення походження невідомого тіла чи скелета. 